# Ridderorden in Equatoriaal-Guinea
Equatoriaal-Guinea heeft twee ridderorden ingesteld.
- De Nationale Orde van Equatoriaal-Guinea (Ordre National de Guinée Equatoriale)

- De Orde van de Onafhankelijkheid (Ordre de l'Indépendance)